# Wladimir Andrejewitsch Moskwitschow
Wladimir Andrejewitsch Moskwitschow (russisch Владимир Андреевич Москвичёв; * 2. März 2000 in Moskau) ist ein russischer Fußballspieler.

## Karriere

### Verein
Moskwitschow begann seine Karriere beim FK Dynamo Moskau. Im April 2018 stand er gegen Lokomotive Moskau erstmals im Profikader Dynamos. Im September 2018 debütierte er im Cup gegen Torpedo Moskau für die Profis der Moskauer. Sein Debüt in der Premjer-Liga gab er im Oktober 2018, als er am elften Spieltag der Saison 2018/19 gegen Zenit St. Petersburg in der 61. Minute für Abdul Aziz Tetteh eingewechselt wurde. Für Dynamo kam er bis Saisonende zu fünf Einsätzen in der höchsten russischen Spielklasse.
Im August 2019 wurde er an den Ligakonkurrenten FK Orenburg verliehen. In Orenburg spielte der Mittelfeldspieler jedoch keine Rolle und kam bis zur Winterpause nie zum Einsatz. Daraufhin wurde die Leihe im Januar 2020 vorzeitig beendet und Moskwitschow kehrte wieder nach Moskau zurück. Bei Dynamo stand er allerdings bis Saisonende nicht ein Mal im Kader. In der Saison 2020/21 kam er für die Profis erneut nicht zum Zug, für die wieder zurück in den Spielbetrieb gebrachte Reserve kam er zu 16 Einsätzen in der Perwenstwo PFL.
Zur Saison 2021/22 wurde er an den Zweitligisten FK Neftechimik Nischnekamsk verliehen. In zwei Jahren kam er zu 66 Zweitligaeinsätzen für Neftechimik. Zur Saison 2023/24 kehrte er zwar nach Moskau zurück, aber nicht zu Dynamo, sondern wechselte zum Zweitligisten Torpedo Moskau. Für Torpedo absolvierte er 23 Zweitligaspiele. Zur Saison 2024/25 wurde Moskwitschow an den Erstligisten Akron Toljatti verliehen.

### Nationalmannschaft
Moskwitschow durchlief von der U-16 bis zur U-20 sämtliche russische Jugendnationalauswahlen.